# Daniela Kocmut

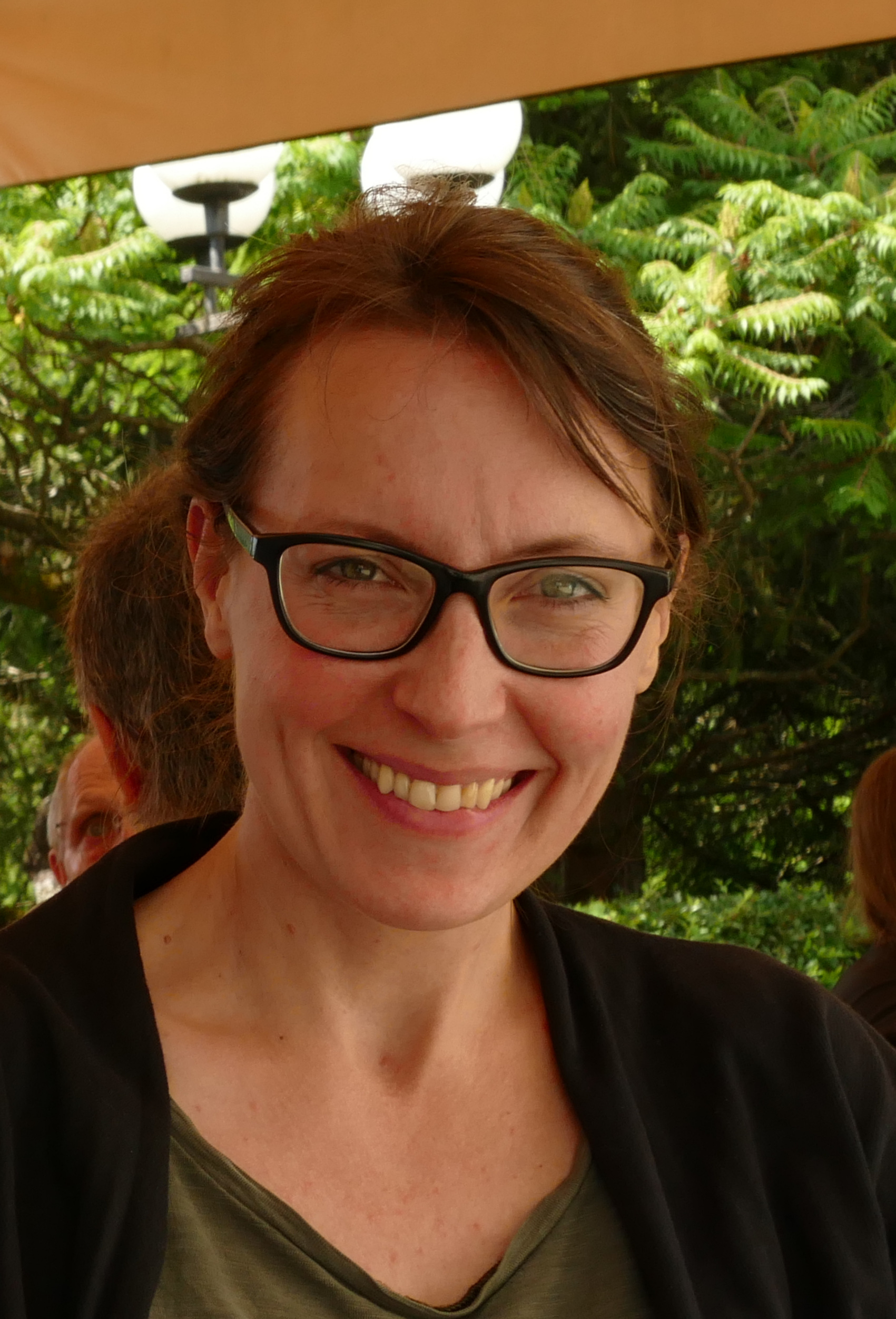
Daniela Kocmut

Daniela Kocmut (* 26. April 1980 in Maribor, Slowenien) ist eine zweisprachige österreichisch-slowenische Schriftstellerin und Übersetzerin.

## Leben
Ab 1991 wuchs sie im kärntnerischen Hermagor auf. Sie lebt seit 1999 in Graz als Übersetzerin und unterrichtet Slowenisch an der Urania und im „treffpunkt sprachen“ an der Universität Graz. Kocmut studierte Translationswissenschaft in Graz und Dublin. Bisher wurden einige ihrer Literaturübersetzungen vom Slowenischen ins Deutsche veröffentlicht (u. a. von Drago Jančar, Maruša Krese, Katarina Marinčič, Veno Taufer, Marjan Tomšič, Zofka Kveder).
Daniela Kocmut erhielt mehrere Übersetzungsstipendien, u. a. das BMUKK-Arbeitsstipendium für Übersetzung 2009.
Seit 2013 ist sie Werkstattleiterin des internationalen Übersetzungsprojekts „Trans-Star Europa“. Weiterhin war sie bereits mehrmals Tutorin beim Sommerkolleg Premuda. Kocmut verfasst Lyrik in deutscher und slowenischer Sprache. Sie ist außerdem Redakteurin der internationalen Literaturzeitschrift Lichtungen. 2024 erhielt sie den Exil-Literaturpreis für ihren Text „Tropfenfallgeschwindigkeit“.

## Werke
Als Autorin
- zwiesprachig. GeDICHte. Leykam, Graz 2013, ISBN 978-3-7011-7883-4.

Als Übersetzerin
- Stanka Hrastelj. Anatomie im Zimmer Gedichte slowenisch/deutsch. Deutsche Erstausgabe. Wien, Ed. Korrespondenzen 2013, ISBN 978-3-902951-00-7.

- Drago Jančar: Luzias Augen. Erzählungen (OT: Človek, ki je pogledal v tolmun). Folio-Verlag, Wien – Bozen 2005, ISBN 978-3-85256-312-1 (gemeinsam mit Klaus Detlef Olof).
- Drago Jančar: Der Baum ohne Namen. Roman (OT: Drevo brez imena). Folio-Verlag, Wien – Bozen 2010, ISBN 978-3-85256-527-9.
- Drago Jančar: Die Nacht, als ich sie sah. Roman (OT: To noč sem jo videl). Folio-Verlag, Wien – Bozen 2015, ISBN 978-3-85256-670-2 (gemeinsam mit Klaus Detlef Olof).
- Drago Jančar: Wenn die Liebe ruht. Roman (OT: In Ljubezen tudi.) Paul-Zsolnay-Verlag, Wien 2019, ISBN 978-3-552-05950-4.
- Maruša Krese: Alle meine Kriege oder happiness is a warm gun. Leykam, Graz 2006, ISBN 978-3-7011-7561-1.
- Zofka Kveder: Ihr Leben. Roman (OT: Njeno življenje). Wieser Verlag, Klagenfurt 2013, ISBN 978-3-99029-059-0.
- Katarina Marinčič: Die verborgene Harmonie. Roman (OT: Prikrita harmonija). Kitab, Klagenfurt – Wien 2008, ISBN 978-3-902585-11-0.
- Veno Taufer: Wasserlinge. Für meine Mutter und meinen Vater. Wunderhorn, Heidelberg 2011, ISBN 978-3-88423-380-1.

## Auszeichnungen
- 2013: Literaturpreis der Steiermärkischen Sparkasse.
- 2024: Exil-Literaturpreis[4]